# Dęby szypułkowe w Suchaniu
Dęby szypułkowe w Suchaniu – pomnik przyrody, zespół dwóch dębów szypułkowych zlokalizowanych w Suchaniu, w bezpośrednim sąsiedztwie kościoła MB Nieustającej Pomocy.
Drzewa zostały ustanowione pomnikami przyrody na podstawie uchwały Nr XXVI/138/06 Rady Miejskiej w Suchaniu z dnia 2 marca 2006. Są to dęby szypułkowe (Quercus robur) o obwodach pnia:
- 407 cm,
- 385 cm[1].

Drzewa zostały zabezpieczone i oznakowane ze środków Europejskiego Funduszu Rybackiego (zrównoważony rozwój obszarów zależnych od rybactwa).